# Evdokija Luk'janovna Strešnëva
Evdokija Luk'janovna Strešnëva (in russo Евдокия Лукьяновна Стрешнёва?; 1608 – 18 agosto 1645) è stata la seconda moglie di Michele di Russia, primo zar della dinastia Romanov.

## Biografia

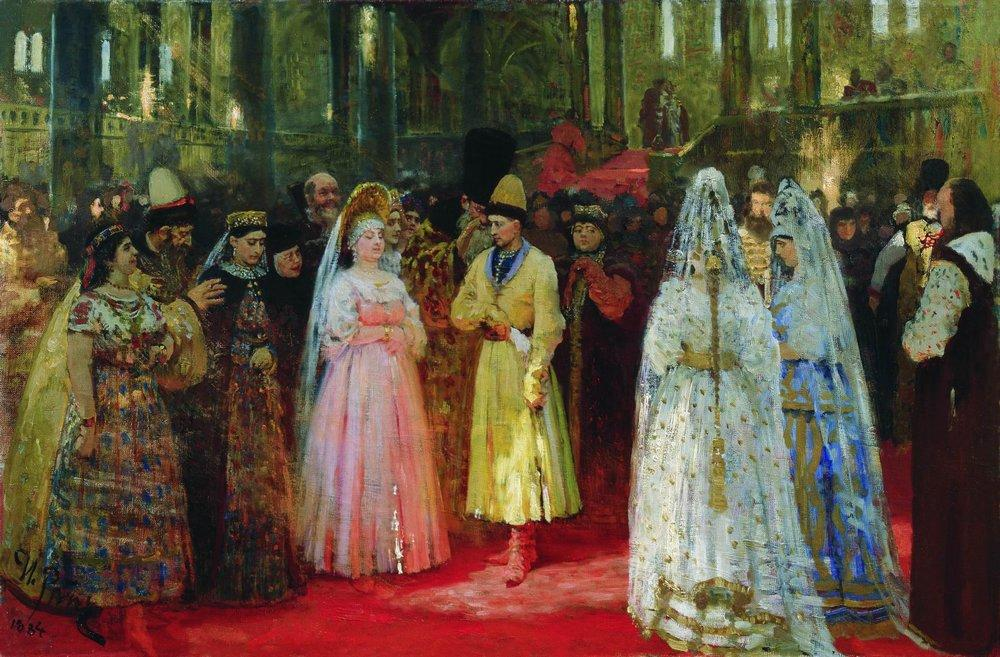
Michele di Russia sceglie la propria moglie, in un dipinto di Il'ja Efimovič Repin del 1884-1887

Era la figlia del nobiluomo Luk'jan Stepanovič Strešnëv di Možajsk, che morì nel 1630, e della moglie Anna Konstantinovna Volkonskaja. Edvokija fu scelta dallo Zar tra molte nobili vergini in età da marito. Le nozze vennero celebrate il 5 febbraio 1626 a Mosca.
I genitori dello zar volevano che cambiasse il nome in Anastasia in onore della zarina Anastasia Romanovna, ma rifiutò. Diede alla luce dieci figli, sei dei quali non le sopravvissero, e il successore del marito, Alessio I di Russia.
Edvokija è nota soprattutto per la sua difficile situazione all'interno della corte imperiale: sembra infatti che la Zarina vivesse nella completa dipendenza della suocera, Marfa Ivanovna, la cui ferma influenza era presente in tutte le questioni della vita di ogni giorno. Entrambe avevano lo stesso confessore e segretario. Marfa accompagnava la nuora durante tutte le sue visite a monasteri o altri luoghi; fu lei a scegliere i tutori per i suoi nipoti. Sembra inoltre che Edvokija non avesse alcuna influenza su Michele, nemmeno dopo la morte di sua madre.
Edvokija morì cinque settimane dopo il marito. Venne sepolta nel convento dell'Ascensione del Cremlino di Mosca.